# Lenguas rifeñas
Las lenguas rifeñas, en algunas clasificaciones, son una rama de las lenguas zenati (lenguas bereberes septentrionales), de la región del Rif, en Marruecos, que incluye el idioma rifeño, una de las principales lenguas bereberes.
Blench (2006) considera que las lenguas del Rif son un continuo dialectal, que consta de las siguientes variedades:
- idioma rifeño
- Idioma bereber ghomari
- Idioma chaoui
- Idioma tidikelt
- Idioma tuwat
- Dialecto de Beni Snous
- Dialecto sheliff
- El idioma iznasen es hablado por la tribu rifeña de los Beni Snassen. Los rifeños son imazighen del norte de África.